# Fight Night Champion
Fight Night Champion è un videogioco di pugilato sviluppato dalla EA Canada e pubblicato dalla EA Sports.
È il quinto capitolo della serie Fight Night ed è stato pubblicato sul mercato il 1º marzo 2011 su PlayStation 3 e Xbox 360.
Il gioco fu rivelato ufficialmente il 7 luglio 2010 allo studio showcase della EA Sports.
Questo è il primo gioco della EA Sports che contiene una modalità storia ispirata ai film di Hollywood, chiamata Champion Mode. La storia segue la carriera di Andre Bishop, un pugile di talento, che è forzato a superare una serie di problemi tra cui una condanna in carcere e un promotore di incontri corrotto.

## Contenuti aggiuntivi
A fine marzo 2011 furono resi disponibili due DLC, il primo contenente un pacchetto sui pugili di pesi massimi, quest'ultimi acquistabili anche separatamente, e una modalità di combattimento senza guantoni.

## Accoglienza
La rivista Play Generation diede alla versione per PlayStation 3 un punteggio di 90/100, apprezzando il fatto che fosse tecnicamente sublime, le ottime modalità Legacy e online ed il livello di difficoltà ben calibrato e come contro la presenza di qualche saltuario problema nella rivelazione dei colpi, come ad esempio dei K.O. con pugni non a segno, finendo per trovarlo il miglior simulatore di pugilato su PS3, un acquisto obbligato per chi amava i combattimenti "ragionati".